# Håkan
Mansnamnet Håkan (norska: Håkon) är ett fornnordiskt namn som i äldre tider skrevs som Hakon eller Hakun eller Hake och troligen är sammansatt av ord med betydelserna 'hög' och 'ättling' och betyder då troligtvis 'den högättade'.
Äldsta belägg i Sverige, en runinskrift från 1000-talet, på en sten i Nöbbele, Ö Torsås i Småland (SM 16). Åke och Håkan, svennerna reste åt sin fader, Kale den döde, kumlet vitt synligt. Därför den gode icke skall glömmas, så länge stenen står och runornas stavar. I Danmark användes den latiniserade formen Haquinus sedan 1000-talet. Haquin Spegel föddes 14 juni 1645 i Blekinge, som då ännu var danskt.
Namnet var ett modenamn på 1950-talet, men har sedan avtagit i popularitet, speciellt som tilltalsnamn.
Den 31 december 2014 fanns det totalt 52 991 personer folkbokförda i Sverige med namnet Håkan, varav 26 383 med det som tilltalsnamn. År 2003 fick 195 pojkar namnet, varav 5 fick det som tilltalsnamn/förstanamn.
Namnsdag i Sverige: 14 juni. I den finlandssvenska namnsdagslängden har Håkan namnsdag 28 juli sedan starten 1929, då en egen namnsdagskalender togs i bruk för finlandssvenskar.

## Personer med namnet Håkan
- Hake, fornsvensk sagokung (400-talet), kallad Sjökonung[6]
- Håkan Röde, svensk kung (1000-talet), kallad Röde
- Håkan Magnusson, svensk kung (1362-1364), även norsk kung som Håkon VI
- Håkan Knutsson, halländsk (då dansk) hertig av adelsätten Porse (d. 1350) son till hertiginnan Ingeborg
- Håkan, norska kungligheter: se Håkon
- Håkan Adolfsson, bandyspelare
- Håkan Algotsson, ishockeymålvakt, OS-guld 1994
- Håkan Anderson (född 1945), svensk  författare
- Håkan Andersson (politiker) (född 1964), politiker, RFSL-ordförande 1995–1998
- Håkan Regnér (född 1964), svensk nationalekonom, hette tidigare Andersson
- Håkan Andersson (ishockey) (född 1965), svensk talangscout som är anställd av Detroit Red Wings i NHL.
- Håkan Andersson (motocrossförare) (född 1945)
- Håkan Andersson (professor) (född 1940) finländsk professor
- Håkan Carlqvist, motocrossförare, bragdmedaljör
- Håkan Ericson, fotbollstränare
- Håkan Fröberg, innebandyspelare
- Håkan Hallin, bartender och programledare
- Håkan Hardenberger, trumpetare och professor
- Håkan Hagegård, operasångare
- Håkan Hellström, popsångare, låtskrivare
- Håkan Hemlin, popsångare, låtskrivare
- Håkan Jaldung, polismästare
- Håkan Juholt, politiker (S)
- Håkan Krogius, finländsk diplomat
- Håkan Lidman, friidrottare, bragdmedaljör
- Håkan Loob, ishockeyspelare, OS-guld 1994
- Håkan Malmrot, simmare, dubbelt OS-guld 1920
- Håkan Mild, fotbollsspelare, VM-brons och kopia av Svenska Dagbladets guldmedalj 1994
- Håkan Mohede, röstskådespelare
- Håkan Nesser, författare
- Håkan Nial, jurist, professor, universitetsrektor
- Håkan Norlén, populärkompositör, radioman och översättare
- Håkan Nygren, ishockeyspelare
- Håkan Pettersson (ishockeyspelare)
- Håkan Sandesjö, ämbetsman
- Håkan Serner, skådespelare
- Håkon Sigurdsson, norsk jarl
- Håkan Sterner, entertainer
- Håkan Sundin, bandyspelare
- Håkan Syrén, general, överbefälhavare
- Håkan Södergren, ishockeyspelare
- Håkan Unsgaard, TV-chef
- Håkan Westergren, skådespelare
- Håkan Westin, längdskidåkare
- Håkan Westling, professor, universitetsrektor
- Håkan Wickberg, ishockeyspelare
- Håkan E Wilhelmsson, präst
- Håkan Winberg, jurist och politiker (M)
- Håkan Öberg, friidrottare
- Håkan Östlundh, författare
- Claes-Håkan Ahnsjö, operasångare
- Carlhåkan Larsén, kulturjournalist och författare
- Claes-Håkan Westergren, skådespelare

## Fiktiva figurer med namnet Håkan
- Håkan Bråkan

## Personer med namnet Håkon
- Håkon VII, norsk kung
- Kronprins Håkon av Norge, nuvarande norsk kronprins
- Håkon Brusveen, norsk längdskidåkare